# بکی جی
ربکا ماری گومز (به اسپانیایی: Rebbeca Marie Gómez) (زادهٔ ۲ مارس ۱۹۹۷) با نام مستعار بکی جی (به انگلیسی: Becky g) خواننده و بازیگر مکزیکی تبار آمریکایی است. او در آهنگ «دورا» با «ددی یانکی» همکاری کرده‌است و طرفداران زیادی هم پیدا کرده‌است.

## دیسکوگرافی

### آلبوم‌های استودیویی
- Mala Santa (2019) (سانتای بد)
- Esquemas (2022) (طرح‌ها)